# Non c'è più niente da fare
Non c'è più niente da fare è un film del 2008 diretto da Emanuele Barresi.

## Trama
Livorno: i Perseveranti, una compagnia teatrale di dilettanti, sta per portare in teatro una rappresentazione quando senza preavviso, Baciocchi, il proprietario del teatrino, li sfratta, con l'intenzione di utilizzare il locale per attività più redditizie.
Enrico, il regista della compagnia, per protesta si lega ai cancelli del teatro, occupandolo insieme agli altri attori. Con questo gesto di protesta la compagnia raggiunge una certa popolarità attraverso giornali radio e tv locali.
Tutti si schierano contro Baciocchi anche se ormai i lavori stanno per iniziare. Massimo, attore nonché avvocato, trova una clausola che garantirebbe agli attori di continuare ad utilizzare il teatro, poiché la compagnia recitava e provava nel teatro in questione già da dieci anni. Ma, per poter usufruire di questa clausola, la compagnia dovrebbe riuscire a mettere effettivamente in scena lo spettacolo.